# Гостомельська волость
Гостомельська волость — адміністративно-територіальна одиниця Київського повіту Київської губернії.
Станом на 1900 рік складалася з 26 поселень, серед них 1 містечко, 12 сіл, 12 хуторів та 1 німецька колонія. Населення — 12261 осіб (6083 чоловічої статі та 6178 — жіночої).
|                     | Площа, десятин | У тому числі орної, десятин |
| ------------------- | -------------- | --------------------------- |
| Сільських громад    | 15749          |                             |
| Приватної власності | 19365          |                             |
| Казенної власності  | —              | —                           |
| Іншої власності     | 1329           | —                           |
| Загалом             | 35341          | 11870                       |

Основні поселення волості:
- Містечко Гостомель — за 23 версти від повітового міста, 2602 особи, 504 дворів, православна церква, 2 єврейські молитовні будинки, церковно-парафіяльна школа, 2 аптеки, аптечний склад, 5 постоялих дворів, торгова лазня, 2 пекарні, 2 пивних, 20 торгових лавок, завод шипучих вод, 2 водяні млини, 3 кузні.
- Блиставиця — за 25 верст від повітового міста, 2047 осіб, 303 двори, церковно-парафіяльна школа, 2 кузні, бакалійна та винна лавки.
- селище Буча — за 31 версту від повітового міста, поштова станція, телеграфна станція, телефонна станція повітового земства, лікар, бакалія, булочна, буфет при станції, мануфактура, м'ясна торгівля.
- селище при лінії Південно-Західної залізниці Ворзель — за 34 версти від повітового міста, поштово-телеграфне відділення аптека, булочна, винно-гастрономічні товари, м'ясна торгівля.
- Микуличі — за 40 верст від повітового міста, 1635 осіб, 317 дворів, православна церква, церковно-парафіяльна школа, казенна винна лавка, 5 бакалійних лавок, волосна аптека.
- станція і залізничне селище Немішаєве І — за 39 верст від повітового міста.
- станція і залізничне селище Немішаєве ІІ — за 45 верст від повітового міста, 1-класне училище Південно-Західної залізниці, аптека, бакалія, м'ясна торгівля.
- Мироцьке — за 35 верст від повітового міста, 749 осіб, 135 дворів, церковно-парафіяльна школа, 3 бакалійні лавки, вітряк, 2 водяні млини, 2 кузні.
- Михайлівка-Рубежівка — за 25 верст від повітового міста, 2061 особа, 431 двір, православна церква, церковно-парафіяльна школа, 4 бакалійні лавки, винна лавка, пивна лавка, вітряк, 2 водяні млини, 6 кузень.
- Пилиповичі — за 50 верст від повітового міста, 1065 осіб, 234 двори, церква, церковно-парафіяльна школа, млин, вітряк, кузня, 4 бакалійні лавки.
- Яблунька — за 25 верст від повітового міста, 825 осіб, 148 дворів, церковно-парафіяльна школа, винна лавка, 4 бакалійні лавки, цегельня, 3 кузні.